# Poecilomigas basilleupi
Poecilomigas basilleupi är en spindelart som beskrevs av Benoit 1962. Poecilomigas basilleupi ingår i släktet Poecilomigas och familjen Migidae.
Artens utbredningsområde är Tanzania. Inga underarter finns listade i Catalogue of Life.